# Schumannianthus
Schumannianthus är ett släkte av strimbladsväxter. Schumannianthus ingår i familjen strimbladsväxter.
Kladogram enligt Catalogue of Life:
| Schumannianthus | \| \| Schumannianthus dichotomus \| \| \| \| \| \| Schumannianthus monophyllus \| \| \| \| |
|                 | \| \| Schumannianthus dichotomus \| \| \| \| \| \| Schumannianthus monophyllus \| \| \| \| |
|                 | Schumannianthus dichotomus                                                                 |
|                 |                                                                                            |
|                 | Schumannianthus monophyllus                                                                |
|                 |                                                                                            |

## Bildgalleri

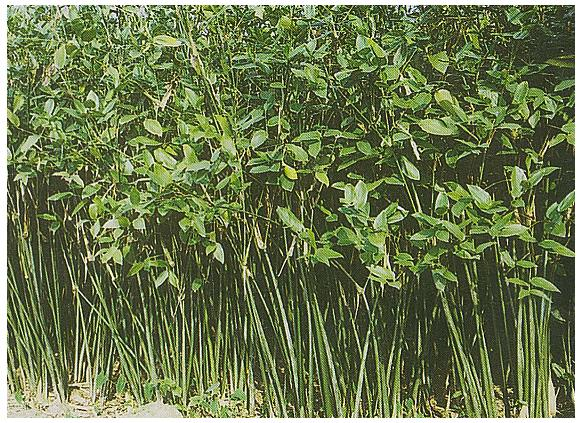
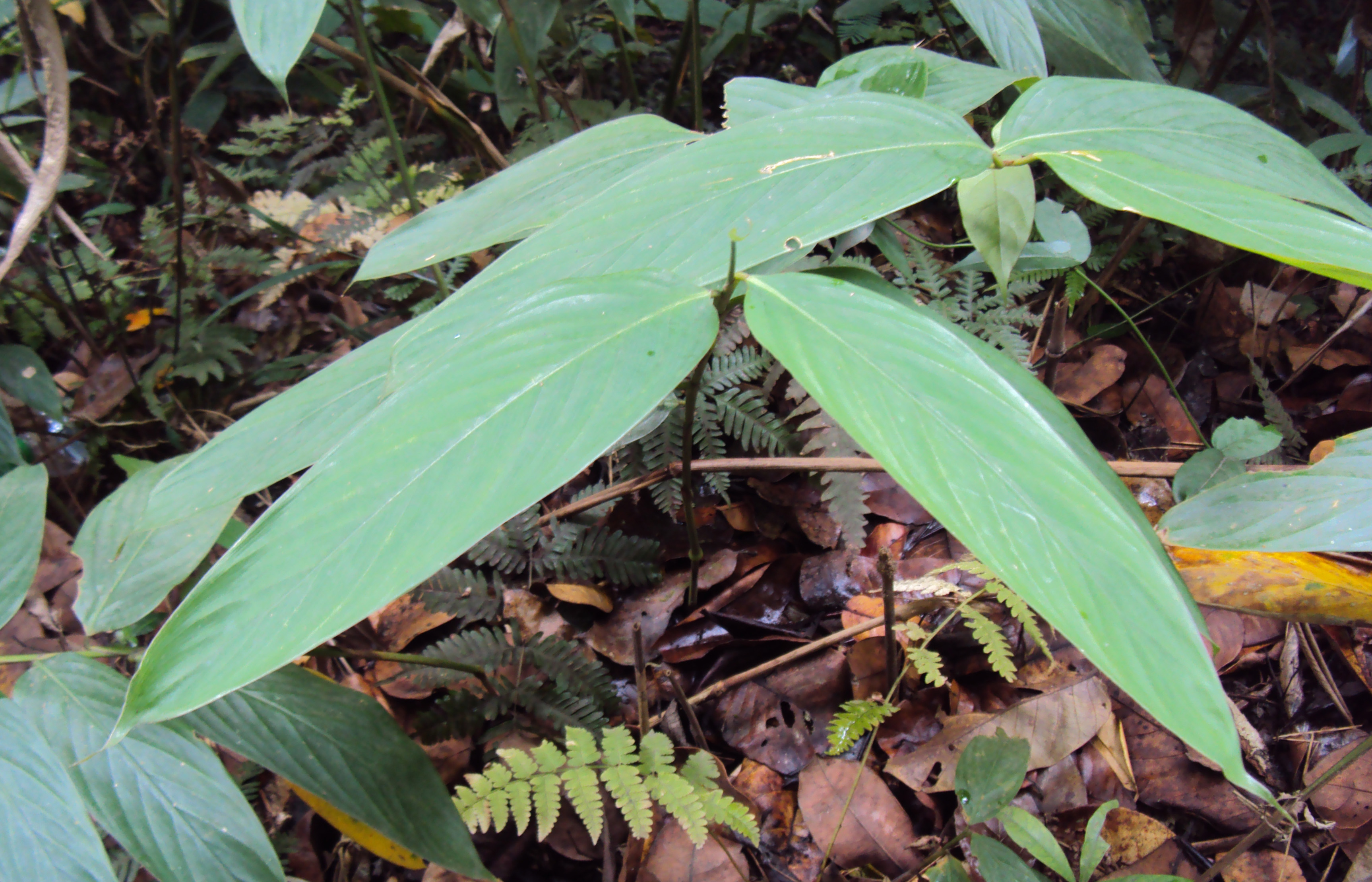
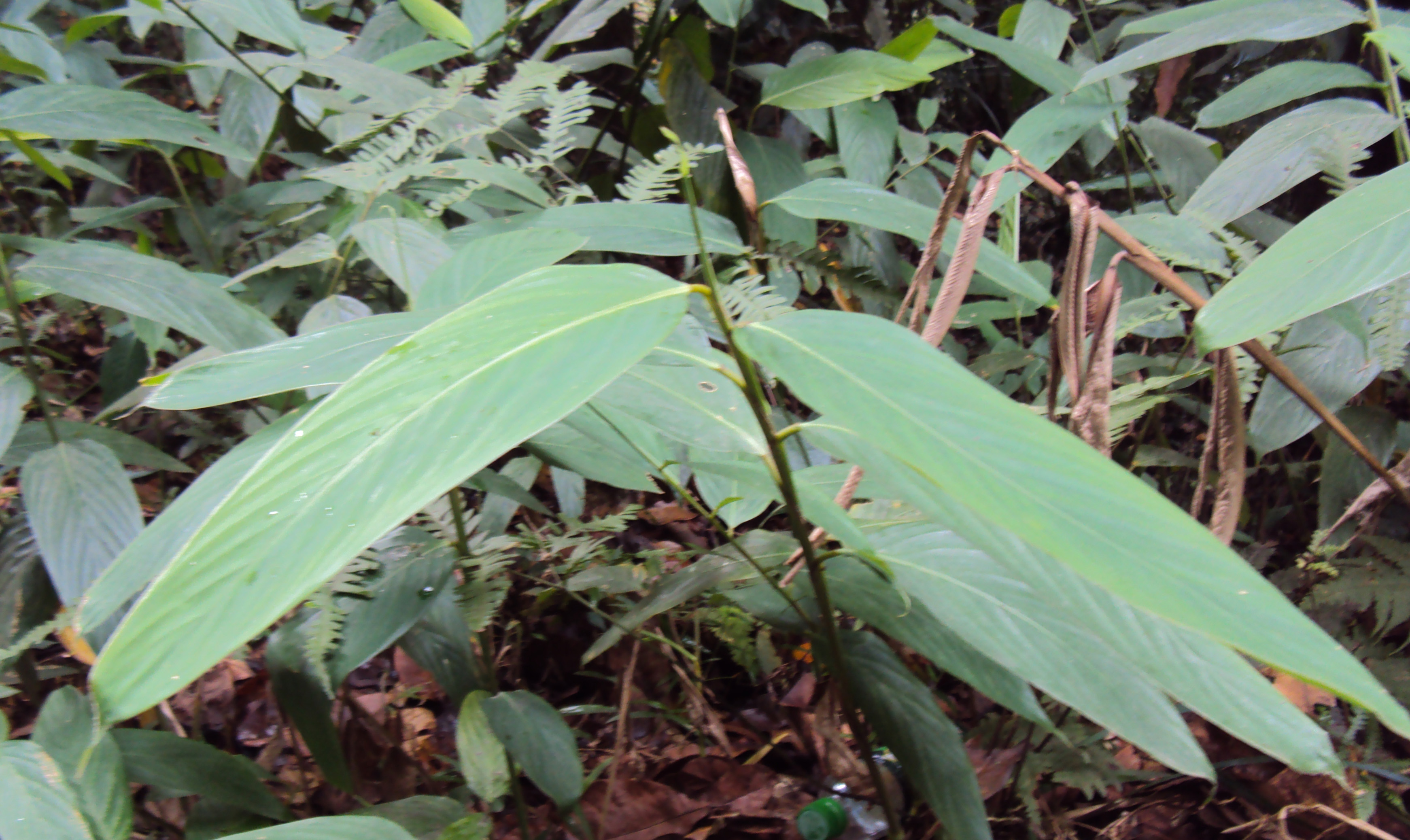
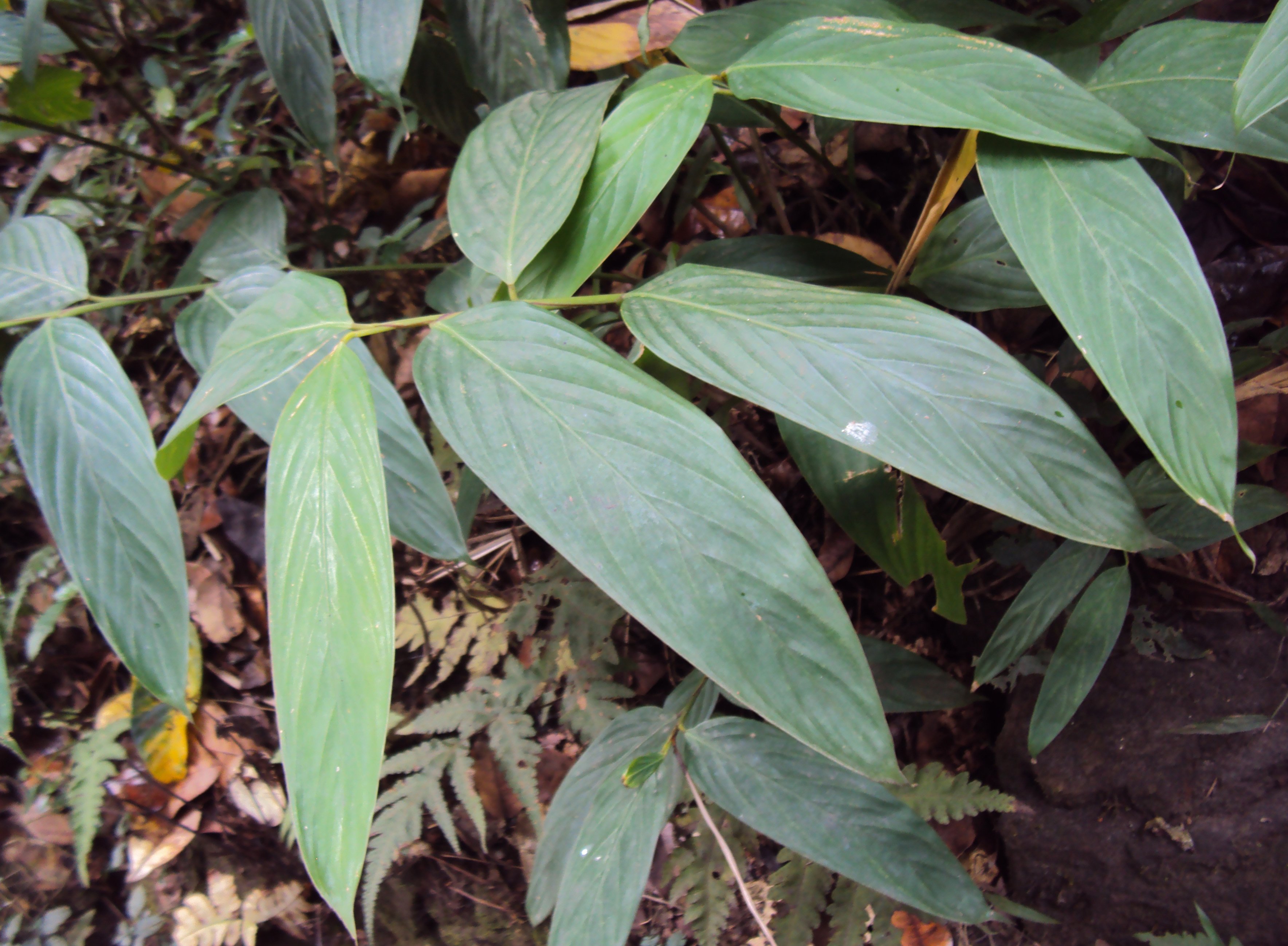
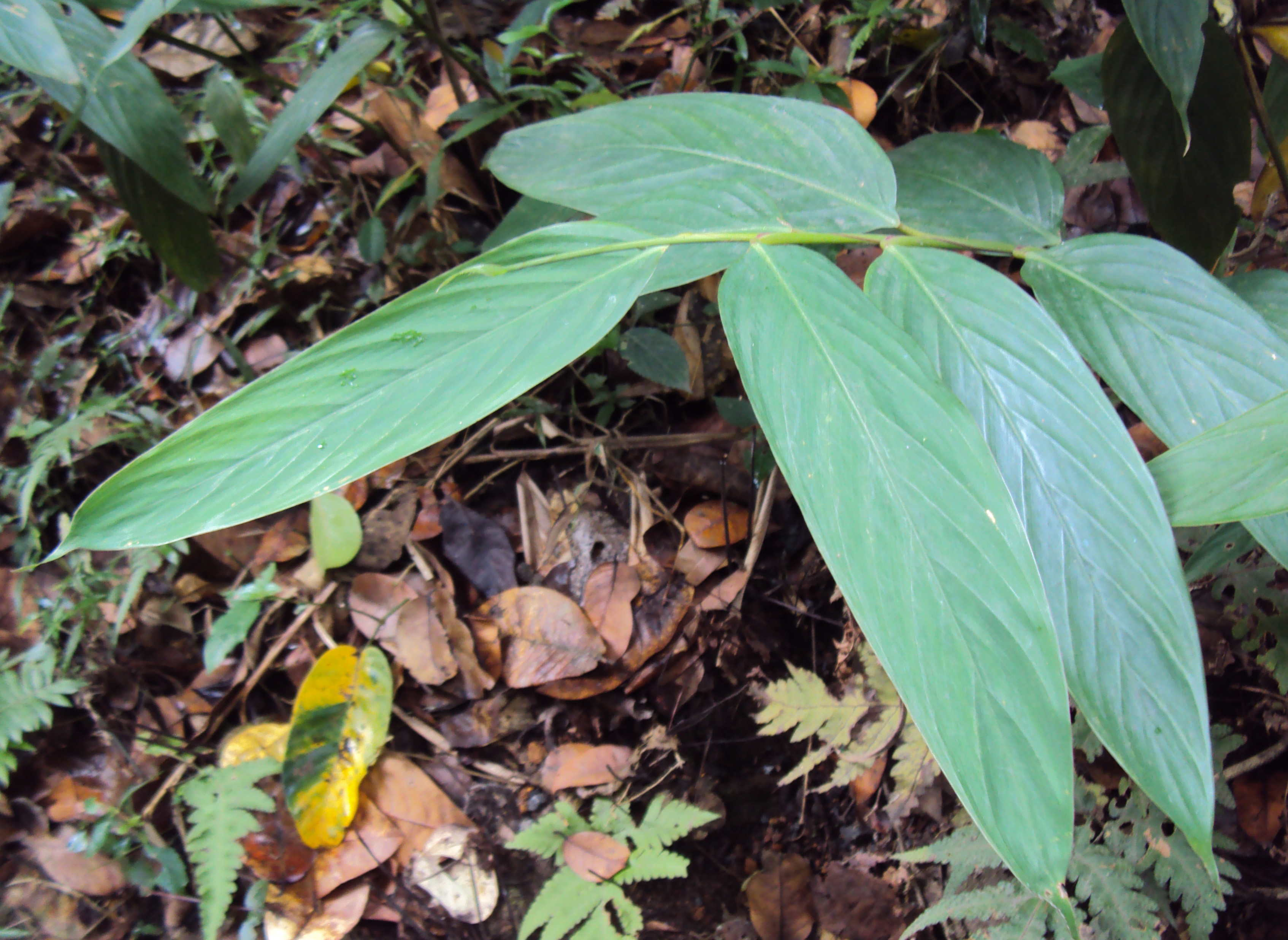
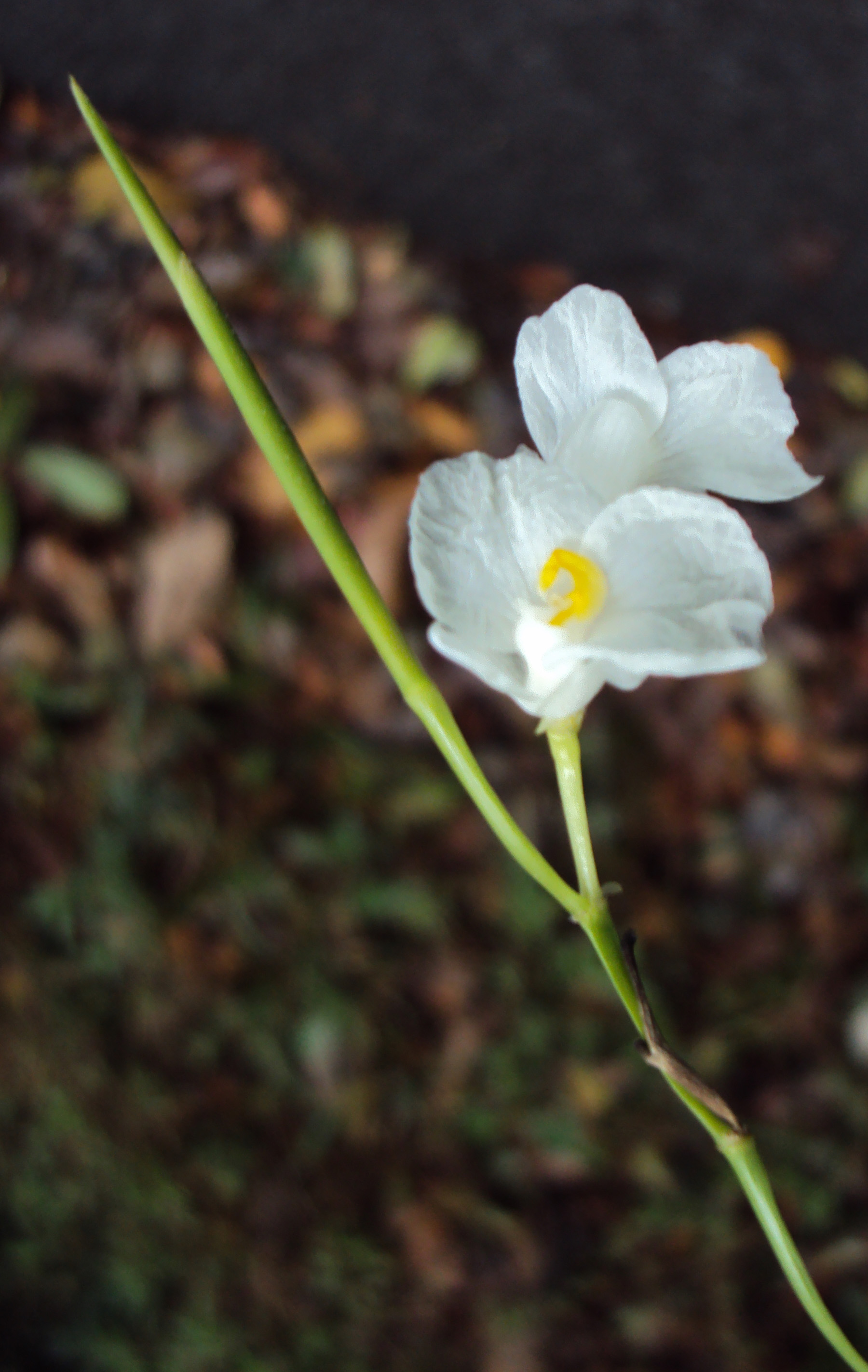